# 1954 Kukarkin
1954 Kukarkin eller 1952 PH är en asteroid i huvudbältet, som upptäcktes den 15 augusti 1952 av den ryska astronomen Pelageja Sjajn vid Simeizobservatoriet på Krim. Den har fått sitt namn efter den ryske astronomen Boris Kukarkin.
Asteroiden har en diameter på ungefär 13 kilometer.